# San Pedro Galdames
San Pedro Galdames (baskiska: Galdames Beitia) är en ort i Spanien.   Den ligger i provinsen Bizkaia och regionen Baskien, i den norra delen av landet, 300 km norr om huvudstaden Madrid. San Pedro Galdames ligger 182 meter över havet och antalet invånare är 812.
Terrängen runt San Pedro Galdames är kuperad. Runt San Pedro Galdames är det ganska glesbefolkat, med 25 invånare per kvadratkilometer. Närmaste större samhälle är Bilbao, 14,2 km öster om San Pedro Galdames. I omgivningarna runt San Pedro Galdames växer i huvudsak blandskog.